# Aegidiikirchhof 4 (Quedlinburg)

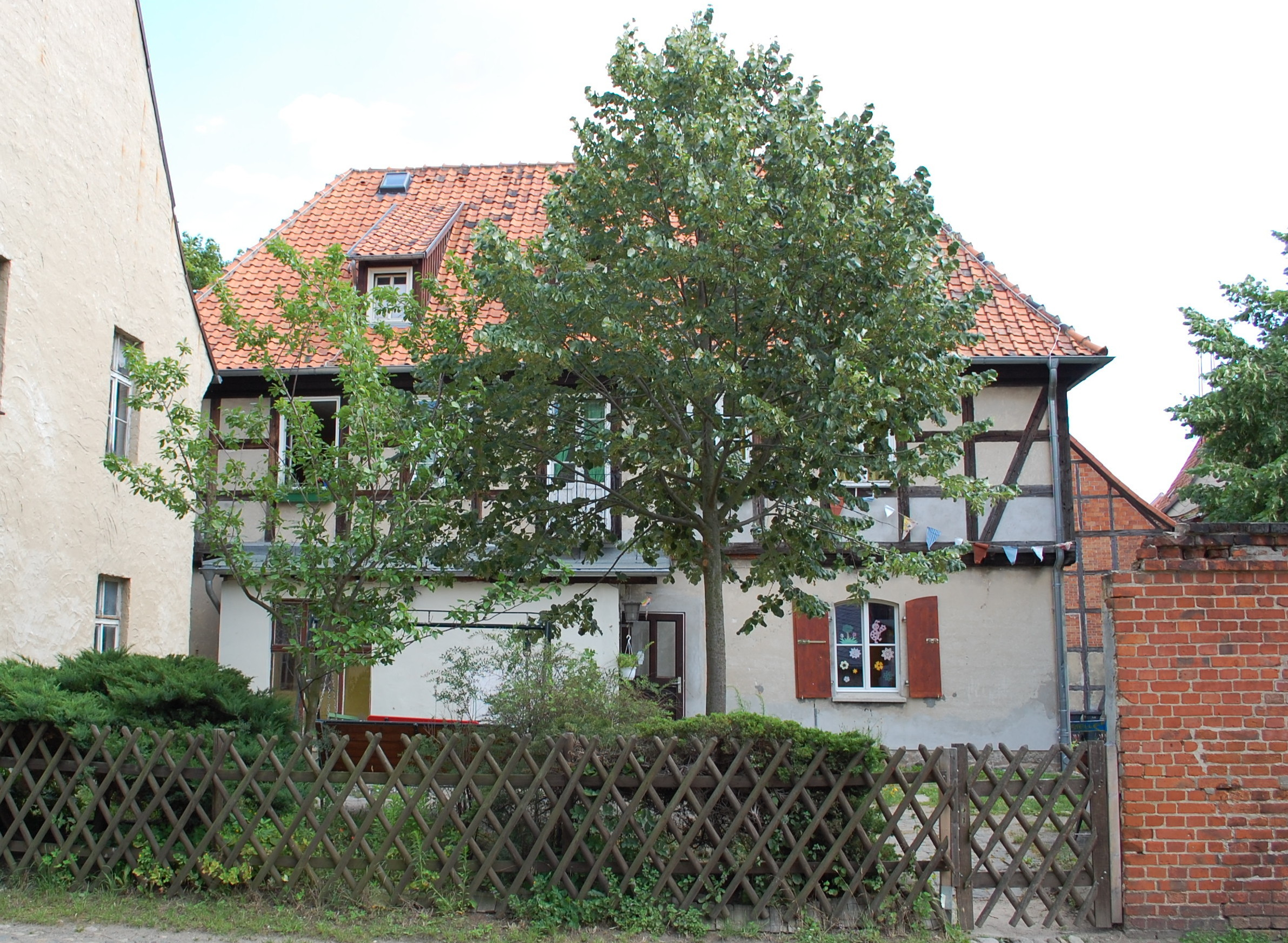
Ägidiikirchhof 4 (2012)

Das Haus Aegidiikirchhof 4 wird als Evangelisches Kinder- und Jugendzentrum Haltestelle genutzt. Es ist ein denkmalgeschütztes Gebäude in Quedlinburg in Sachsen-Anhalt.

## Lage
Das im Quedlinburger Denkmalverzeichnis eingetragene Haus befindet sich im nördlichen Teil der Quedlinburger Altstadt. Es gehört zum UNESCO-Weltkulturerbe. An das Gebäude grenzt westlich der gleichfalls denkmalgeschützte Pfarrhof der Aegidii-Kirche an.

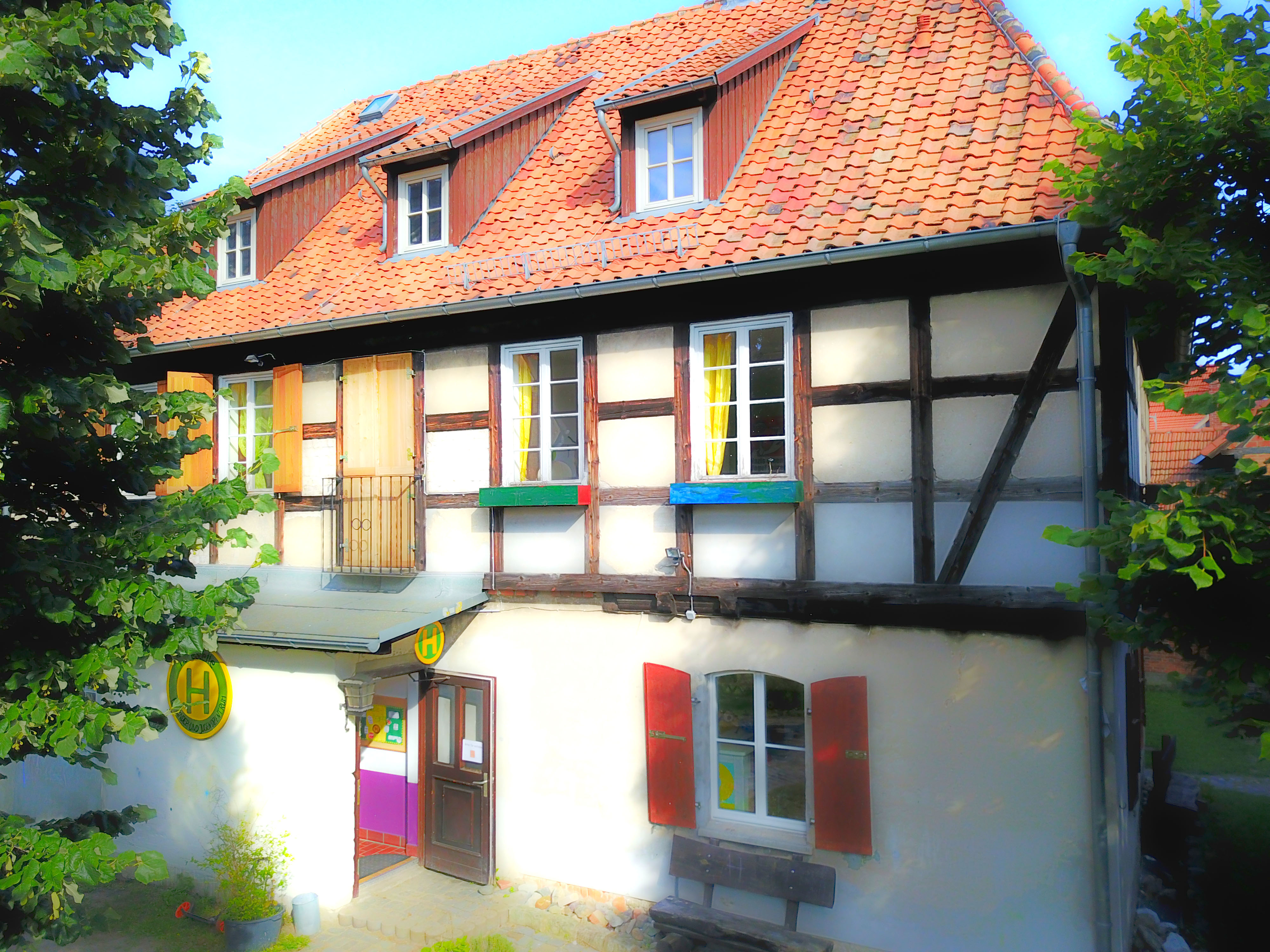
Als buntes Haus Haltestelle (2017)

## Geschichte
Im Jahre 1938 wurde das Haus als Pfarr- und Gemeindehaus der Aegidiikirchengemeinde Quedlinburg errichtet. Nach Auflösung der Aegidiikirchengemeinde wurde es ein Jugendzentrum in kirchlicher Trägerschaft. Im April des Jahres 1986 erhielt das ehemalige Pfarrhaus den Namen „Haltestelle“ und wurde als Solche zentrale Anlaufstelle der Jugendprotestbewegung Quedlinburgs innerhalb der friedlichen Revolution der DDR.

## Die „Haltestelle“
Heute ist das Haus die offene Kinder- und Jugendfreizeiteinrichtung (Haltestelle), die unter kirchlicher Trägerschaft steht. Die „Haltestelle“ steht Kindern und Jugendlichen im Alter von 6 bis 14 Jahren von Montag bis Freitag von 13 bis 17 Uhr offen. Geleitet wird die Einrichtung von einem evangelischen Kinder und Jugenddiakon.

## Architektur
Das zweigeschossige Gebäude aus dem Jahr 1938 ist von einem Walmdach bedeckt. Auf das massive Untergeschoss wurde ein Fachwerkgeschoss aufgesetzt. In seiner Gestaltung knüpft es an die lange Tradition des Quedlinburger Fachwerkbaus an. So besteht eine weite Stellung der Ständer. Das Obergeschoss kragt über das Erdgeschoss.
Die Grundstücksumfriedung mitsamt Toranlage ist teilweise älter und stammt bereits aus dem 19. Jahrhundert.